# Ángelo Mota Brea
Ángelo Alberto Mota Brea (ur. 14 września 1972) – dominikański zapaśnik walczący w stylu klasycznym. Zajął 22 miejsce na mistrzostwach świata w 2011. Zdobył trzy srebrne medale na igrzyskach panamerykańskich w 2003, 2007 i 2011. Siedem medali mistrzostw panamerykańskich, drugi w 2003 i 2009. Pięciokrotnie na podium igrzysk Ameryki Środkowej i Karaibów, złoto w 2002 i 2010 roku.